# Thulinverken

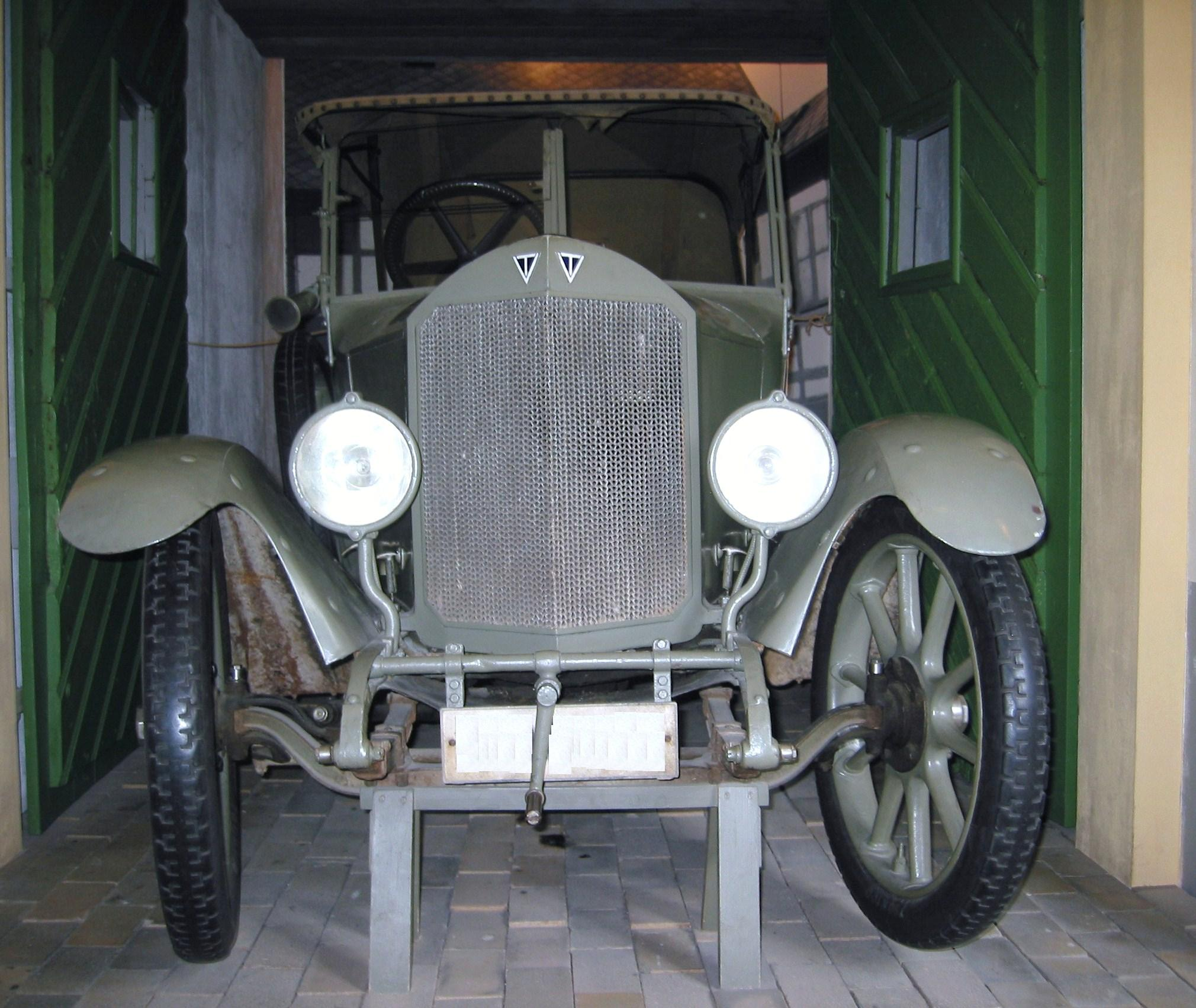
Thulin von 1921

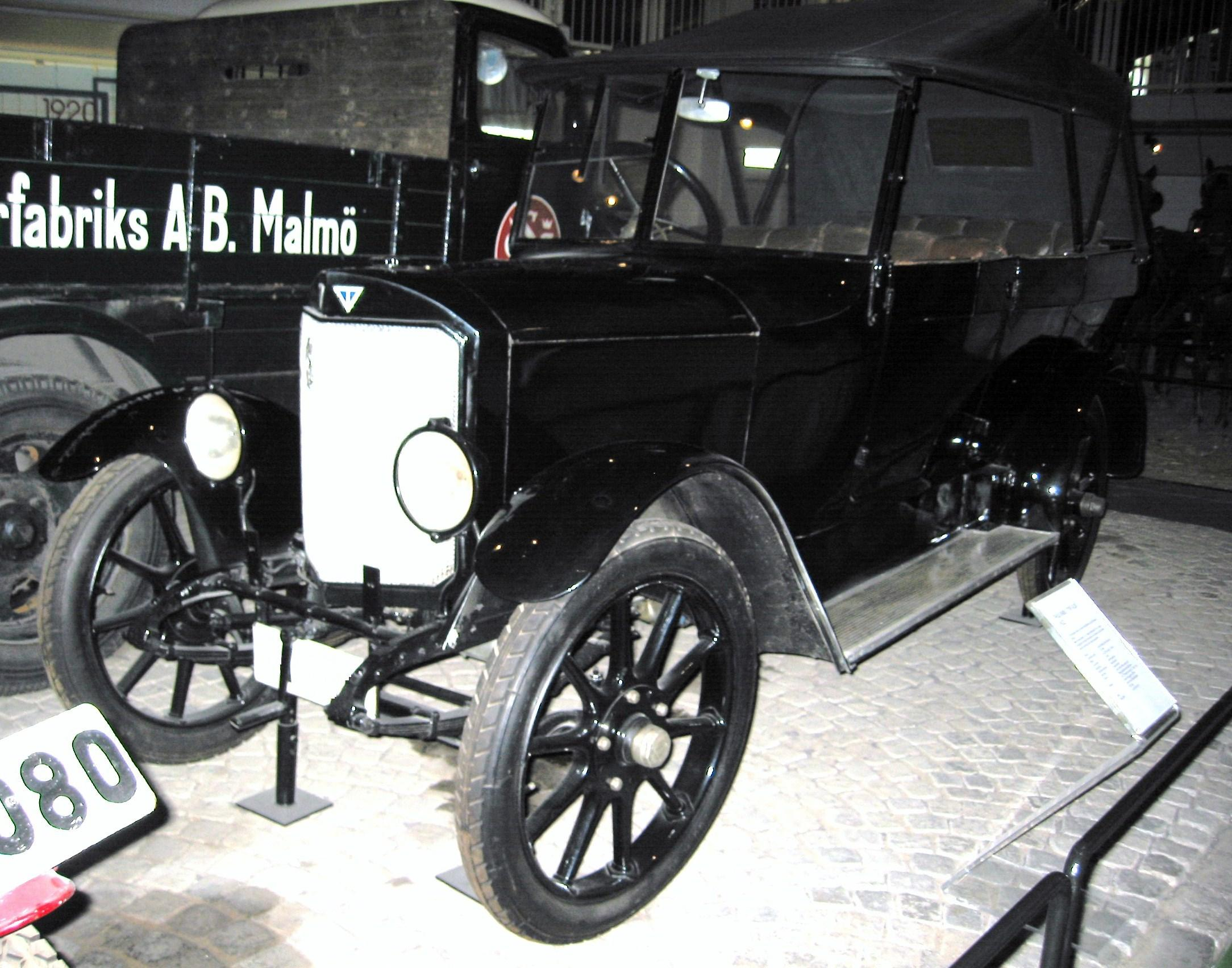
Thulin von 1922

Thulin wurde 1912 in Landskrona in Schweden als Flugzeugfabrik gegründet und baute ab 1920 Kraftfahrzeuge, nach 1928 nur noch Kraftfahrzeugteile.

## Unternehmensgeschichte
Oscar Ask gründete 1912 in Landskrona ein Flugzeugunternehmen, dem im November 1913 der Flieger und Ingenieur Enoch Thulin als Partner beitrat, womit das Unternehmen nunmehr als „Enoch Thulins Aeroplanfabrik“ firmierte. Im Juli 1915 wurde das Unternehmen in eine Aktiengesellschaft umgewandelt und hieß jetzt AB Enoch Thulins Aeroplanfabrik. Der Vorstand bestand aus Enoch Thulin, Gustaf Dahlén und dem Ingenieur Gustaf Ericsson. Die Firma begann 1913 mit der Herstellung von Flugzeugen, die Muster stammten zunächst aus dem Ausland, meist aus Frankreich. Die gebauten Flugzeuge, meist ältere Muster, gingen meist als Schul- und Übungsflugzeuge an die schwedische Armee und Marine, teilweise wurden sie auch z. B. in die Niederlande exportiert. Mit dem Ende des Ersten Weltkrieges Ende 1918 blieben die Aufträge der schwedischen Streitkräfte aus, da es allenthalben überzählige Flugzeuge der bisherigen Kriegsteilnehmer zu geringen Preisen zu kaufen gab. Des Weiteren stürzte am 14. Mai 1919 Enoch Thulin mit einem Flugzeug über Landskrona tödlich ab.
Wegen fehlender Aufträge ging das Unternehmen 1920 in Konkurs, firmierte nun als AB Thulinsverken und widmete sich dem Automobilbau, nämlich der Lizenzproduktion von AGA-Fahrzeugen. Dies geschah mit Unterbrechungen bis 1928. In der Folgezeit wurde der Name mehrfach geändert und unter anderem Fahrzeugteile produziert. 1958 fusionierten die Thulinverken mit Svenska Aktiebolaget Bromsregulator (SAB) in Malmö, der Schwerpunkt wurden nun Bremssysteme. Später ging das Unternehmen in der Haldex-Gruppe auf.

## Flugzeuge

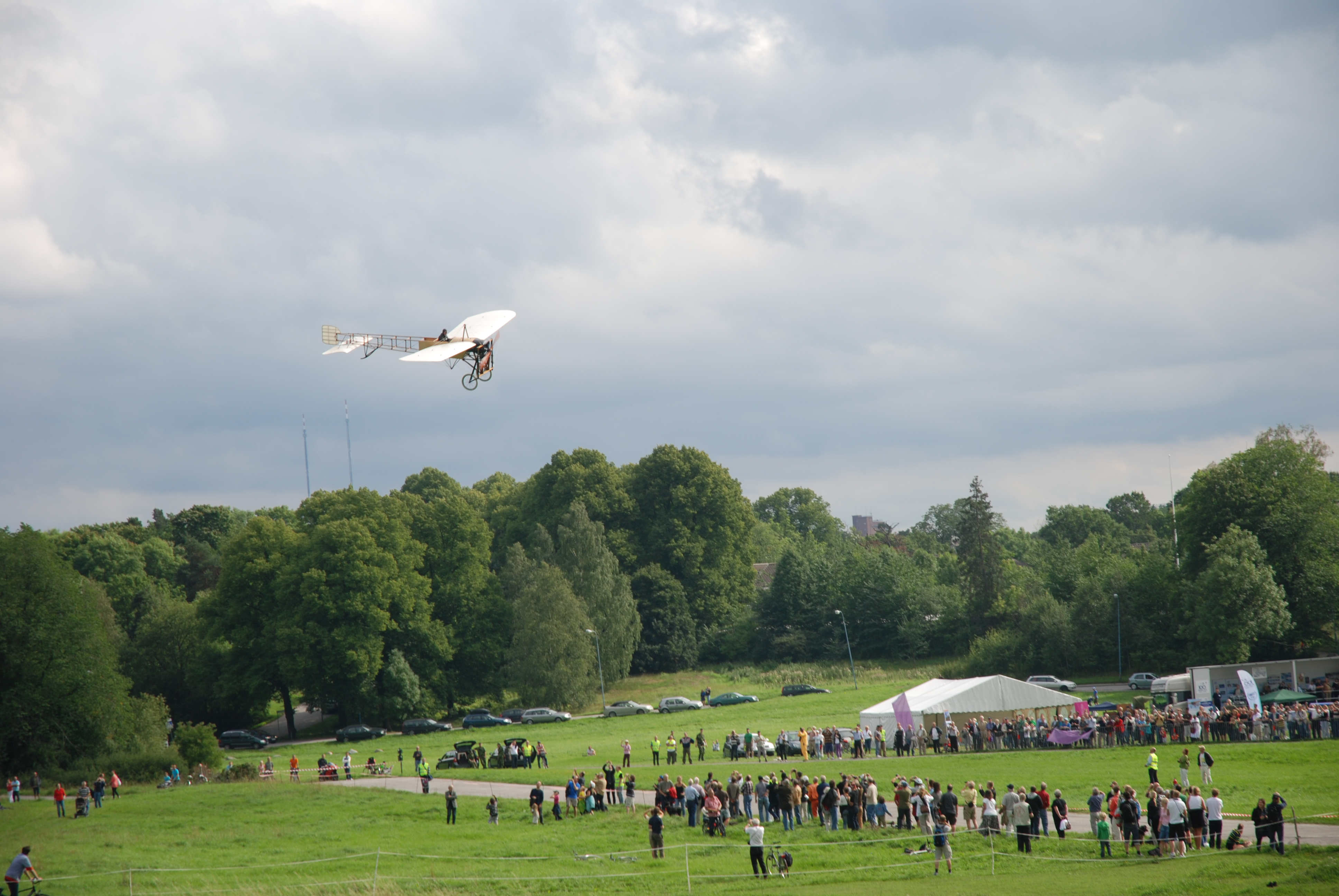
Thulin A, in Lizenz gebaute Bleriot XI

Es wurde eine Reihe von Flugzeugen in Lizenz gebaut. Es handelte sich um folgende Typen:
- Thulin A (Lizenz der Bleriot XI[4])
- Thulin B Lizenz des französischen Eindeckers Morane-Saulnier G
- Thulin C basierend auf dem deutschen Aufklärer und Übungsflugzeug Albatros B.II
- Thulin D basierend auf dem Morane-Saulnier L,[5] ein Exemplar ausgestellt im Finnischen Luftwaffenmuseum
- Thulin E Doppeldecker, erste Eigenkonstruktion
- Thulin FA Doppeldecker, zweisitziger Aufklärer
- Thulin G Wasserflugzeug, basierend auf der Albatros B.II
- Thulin H Prototyp eines dreimotorigen Bombers
- Thulin K Eindecker, ein- und zweisitziges Jagdflugzeug
- Thulin L Weiterentwicklung der Thulin E, Wasserflugzeug
- Thulin LA basierend auf der Albatros B.II,
- Thulin N und NA zweisitzige Doppeldecker, Prototypen

## Flugzeugmotoren
Anfangs wurden die Motoren aus dem Ausland importiert, später zwang der Erste Weltkrieg und damit verbundene Exportbeschränkungen Thulin, seine Motoren selber zu bauen. Folgende Typen sind bekannt:
- Thulin A: Lizenzversion des Le Rhone 9c, 90 PS
- Thulin C: Lizenzversion des Le Rhone, 60 PS
- Thulin D: 18-Zylinder-Doppelsternmotor (zwei Le Rhone 9c)
- Thulin E: Lizenzversion des GnỐme
- Thulin G: Lizenzversion des Le Rhone 11F

## Kraftfahrzeuge
Es gab zwei verschiedene Modelle. Der Typ A entstand zwischen 1920 und 1924 mit einem Vierzylindermotor und basierte auf dem AGA. Etwa 300 Exemplare entstanden, zumeist viertürige Torpedo. Nach drei Jahren Pause wurde 1927 der Typ B vorgestellt. Sein Vierzylindermotor mit 1700 cm³ Hubraum leistete 36 bis 39 PS. 13 Exemplare entstanden bis 1928, unter anderen als viertürige Limousine. 1928 wurde ein Pkw mit Sechszylinder-Hudson-Motor gebaut, ging aber nicht in Serie.
Fahrzeuge dieser Marke sind in verschiedenen schwedischen Automuseen zu besichtigen.